# Patrizia Carrano
Patrizia Carrano (Crespano del Grappa, 27 aprile 1946) è una giornalista, scrittrice, autrice radiofonica e sceneggiatrice televisiva italiana.

## Biografia
Ha trascorso l'infanzia a Venezia, senza andare a scuola. Quando i suoi genitori, rapidamente separati, si sono trasferiti a Roma, ha sostenuto l'esame di ammissione alla prima media. Lascia il liceo a 17 anni per sposarsi.
A 19 anni ha iniziato a lavorare a Noi donne, settimanale dell'Udi (Unione donne italiane), diretto in quel periodo da Miriam Mafai, divenuta sua mentore, e madre culturale.
Qualche tempo dopo la sua separazione si è unita a Nanni Loy, con cui ha vissuto un decennio. Pur restando a Noi donne ha collaborato a Panorama, Tempo Illustrato, Amica, Max, Elle, Tango (il supplemento satirico de l'Unità diretto da Sergio Staino) e numerose altre testate. In seguito ha collaborato con Sette, il magazine del Corriere della Sera. Per circa vent'anni ha partecipato -  prima per Raitre e poi per Raiuno - a una trasmissione quotidiana dal festival del cinema di Venezia.
Come autrice ha debuttato nel 1977 con la Guaraldi Editore, con Malafemmina, un saggio sulla donna nel cinema italiano, con prefazione di Giovanni Grazzini, allora presidente del Sindacato critici cinematografici italiani.
Nel 1978, sempre per Guaraldi, ha firmato Le signore grandi firme: dieci interviste alle più note giornaliste italiane, da Natalia Aspesi a Oriana Fallaci, a Miriam Mafai, tentando di delineare la presenza e il ruolo - allora molto esiguo - delle donne nella stampa.
Nel gennaio del 1982 esce La Magnani. Il romanzo di una vita edito da Rizzoli, una biografia che le conquistò la stima di Federico Fellini, che nella prefazione all'edizione economica ha scritto: "La Magnani è un libro che ti prende perché sembra scritto e non lo è, come di corsa, narrato con una specie di impazienza, una sorta di intrattenibilità vorace, un'ansia di non fare in tempo a dire tutto".
Seguirà Stupro. Il romanzo verità di una ragazza e dei suoi quattro violentatori che ricostruisce l'odissea di una ragazza violentata da un gruppo di padri di famiglia. Corrado Augias nella postfazione all'edizione Bur scrive: "in un libro di questo valore sociale e documentario, un cenno a parte merita la tecnica di narrazione. Infatti la costruzione della vicenda è in qualche modo omologa a quella degli eventi raccontati: sembra semplice e non lo è".
Baciami stupido, una sorta di controgalateo amoroso, esce nel 1984. Cinque edizioni, traduzioni in tedesco, francese Embrasse moi idiot, in spagnolo Besame tonto. L'anno seguente dà alle stampe Una furtiva lacrima, in cui con il medesimo tono scherzoso esamina le strategie per elaborare il dolore di un abbandono.
Nel 1992 ha pubblicato il primo romanzo, Cattivi compleanni, salutato da un buon successo di critica e di pubblico.
Abbandona poi i temi della condizione femminile che avevano fino ad allora contrassegnato il suo lavoro di autrice e di giornalista scrive L'ostacolo dei sogni, un romanzo che ha per protagonista un cavallo realmente esistito: l'irlandese Frothblower, ribattezzato in Italia Osoppo che, nel maggio del '38 montato dal capitano Antonio Gutierrez conquistò il record mondiale di elevazione saltando nella piazza di Siena 2 metri e 44 centimetri. Di questo romanzo Geno Pampaloni scrisse su Il Giornale: "È un racconto fine, sensibile, ma che si raccomanda soprattutto per la sua concretezza, anche, o proprio perché, ha un tema aereo, inusitato e puerile: l'amore appassionato, assoluto, dell'undicenne Salvatore per un cavallo, Osoppo".
I cavalli saranno protagonisti anche di due raccolte di racconti: Notturno con galoppo (Mondadori) e Campo di prova (Rizzoli).
Nel 2000 si delinea un terzo filone nella produzione di Patrizia Carrano: il romanzo storico. In quell'anno esce per i tipi della Mondadori Illuminata. Storia della prima donna laureata del mondo, cui seguirà per Rizzoli Le armi e gli amori ambientato nel Mediterraneo cinquecentesco. Segue Donna di spade, ancora per Rizzoli: la storia di una spadaccina che finisce, travestita da uomo, nella casa di Denis Diderot, mentre è alle prese con la stesura dell'Encyclopédie.
Per la casa Editrice Italo Svevo ha pubblicato nel 2016 Un ossimoro in Lambretta, Labirinti segreti di Giorgio Manganelli di cui è stata amica e sodale (a lui si deve il titolo Cattivi compleanni) "un libro che si fa schermo dietro la modestia ma che sa arrivare dove biografie ben più ponderose falliscono" scrive Paolo Mereghetti sul Corriere della Sera.  Nel 2018, sempre per la Italo Svevo, esce Banco di prova. Indagine su un delitto scolastico, che rievoca il suicidio di un giovane allievo del liceo romano Torquato Tasso avvenuto nei primi anni Sessanta.
Ha lavorato, anche frequentemente, ai microfoni di Radio2, e per Raiuno ha scritto alcune fiction: Regina dei fiori, con protagonista Manuela Arcuri, Assunta Spina, per la regia di Riccardo Milani, e la serie in 8 puntate Butta la luna, diretta da Vittorio Sindoni, che ha ottenuto una media di 28% di share.

## Opere
- Malafemmina, la donna nel cinema italiano, Firenze, Guaraldi Editore, 1977, EAN 5000000481827.
- Le signore Grandi Firme, Firenze, Guaraldi Editore, 1978, EAN 2560460007882.
- La Magnani. Il romanzo di una vita, Milano, Rizzoli, 1982, ISBN 9788871805122.
- Stupro. La vera storia di una ragazza e dei suoi quattro violentatori, Milano, Rizzoli, 1983.
- Baciami stupido. Manuale di comportamento amoroso, Milano, Rizzoli, 1985, ISBN 9788817531863.
- Una furtiva lacrima, Milano, Rizzoli, 1986, ISBN 978-8817531832.
- Erna Rossofuoco, Milano, Rizzoli, 1988, ISBN 978-8817531825.
- Cattivi compleanni, Milano, Rizzoli, 1991, ISBN 978-8817661751.
- L'ostacolo dei sogni, Milano, Rizzoli, 1992, ISBN 978-8817661768.
- Con Simona Argentieri: L'Uomo nero. Piccolo catalogo delle paure infantili, Milano, Mondadori, 1994, ISBN 978-8804381402.
- L'età crudele, Milano, Mondadori, 1995, ISBN 9788876242298.
- Notturno con galoppo, Milano, Mondadori, 1996, ISBN 9788883723506.
- A lettere di fuoco, Milano, Mondadori, 1998, ISBN 8804444606.
- Illuminata, Milano, Mondadori, 2000, ISBN 9788804479574.
- Le armi e gli amori, Milano, Rizzoli, 2003, ISBN 881787163X.
- Le scandalose, Milano, Rizzoli, 2004, ISBN 978-8817000840.
- Campo di prova, Milano, Rizzoli, 2004, ISBN 8817869732.
- Donna di spade, Milano, Rizzoli, 2005, ISBN 8817005800.
- Un ossimoro in Lambretta. Labrinti segreti di Giorgio Manganelli, Roma, Edizioni Italo Svevo, 2016, ISBN 978-8899028152.
- Banco di prova. Indagine su un delitto scolastico, Roma, Edizioni Italo Svevo, 2018, ISBN 978-8899028275.
- A sinistra in fondo al corridoio, Roma, 1000eunanotte, 2019, ISBN 9788885667242.
- La bambina che mangiava i comunisti, Rimini, Vallecchi-Firenze, 2022, ISBN 9788882521479.

### Libri collettanei
- Le Dive. Scritti di Aldo Bernardini, Valerio Caprara, Renato Ghiotto, Stefano Reggiani, Tullio Kezich, Patrizia Carrano, Irene Bignardi, Guido Fink, Carlo Laurenzi, Giovanni Grazzini, Bari, Laterza, 1985.
- I Divi. Scritti di Valerio Caprara, Stefano Reggiani, Patrizia Carrano, Claudio Carabba, Aggeo Savioli, Goffredo Fofi, Guido Fink, Tullio Kezich, Irene Bignardi, Bari, Laterza, 1986.
- Una donna, un secolo. A cura di Sandra Petrignani, Roma, Il ventaglio, 1986.
- Donne di sport. A cura di Monica Lanfranco, Edizioni Promo, 1987.
- Le donne italiane. Il chi è del '900. A cura di Miriam Mafai, Milano, Rizzoli, 1993, ISBN 9788817842297.
- Italiane. A cura di Eugenia Roccella e Lucetta Scaraffia, dipartimento per l'informazione e l'editoria, Roma, 2004.